# Église Saint-Jean-Baptiste de Saessolsheim
Pour les articles homonymes, voir Église Saint-Jean-Baptiste.
L'église Saint-Jean-Baptiste est un monument historique situé à Saessolsheim, dans le département français du Bas-Rhin.

## Localisation
Ce bâtiment est situé dans le village de Saessolsheim.

## Historique
L'édifice fait l'objet d'une inscription au titre des monuments historiques depuis 1996.